# P/2011 V1 Boattini
P/2011 V1 (Boattini) è la diciannovesima cometa scoperta dall'astronomo italiano Andrea Boattini: è una cometa periodica appartenente alla famiglia delle comete gioviane.